# Pepe (futebolista)
Képler Laveran de Lima Ferreira ComM, mais conhecido como Pepe (Maceió, 26 de fevereiro de 1983), é um ex-futebolista luso-brasileiro que atuava como defesa central.

## Carreira

### Início
Formado nas categorias de base do Corinthians Alagoano, com dezessete anos deixou Alagoas, terra onde nasceu, em busca de oportunidades para uma vida melhor em Portugal.

### Marítimo e Porto
Recebeu em 2001 a oportunidade de jogar pelo Marítimo B. Se destacou no Marítimo, e na temporada 2004–2005, após duas boas temporadas nos Leões da Madeira, transferiu-se para o Porto em 2004. Em 2007, obteve a cidadania portuguesa.

### Real Madrid

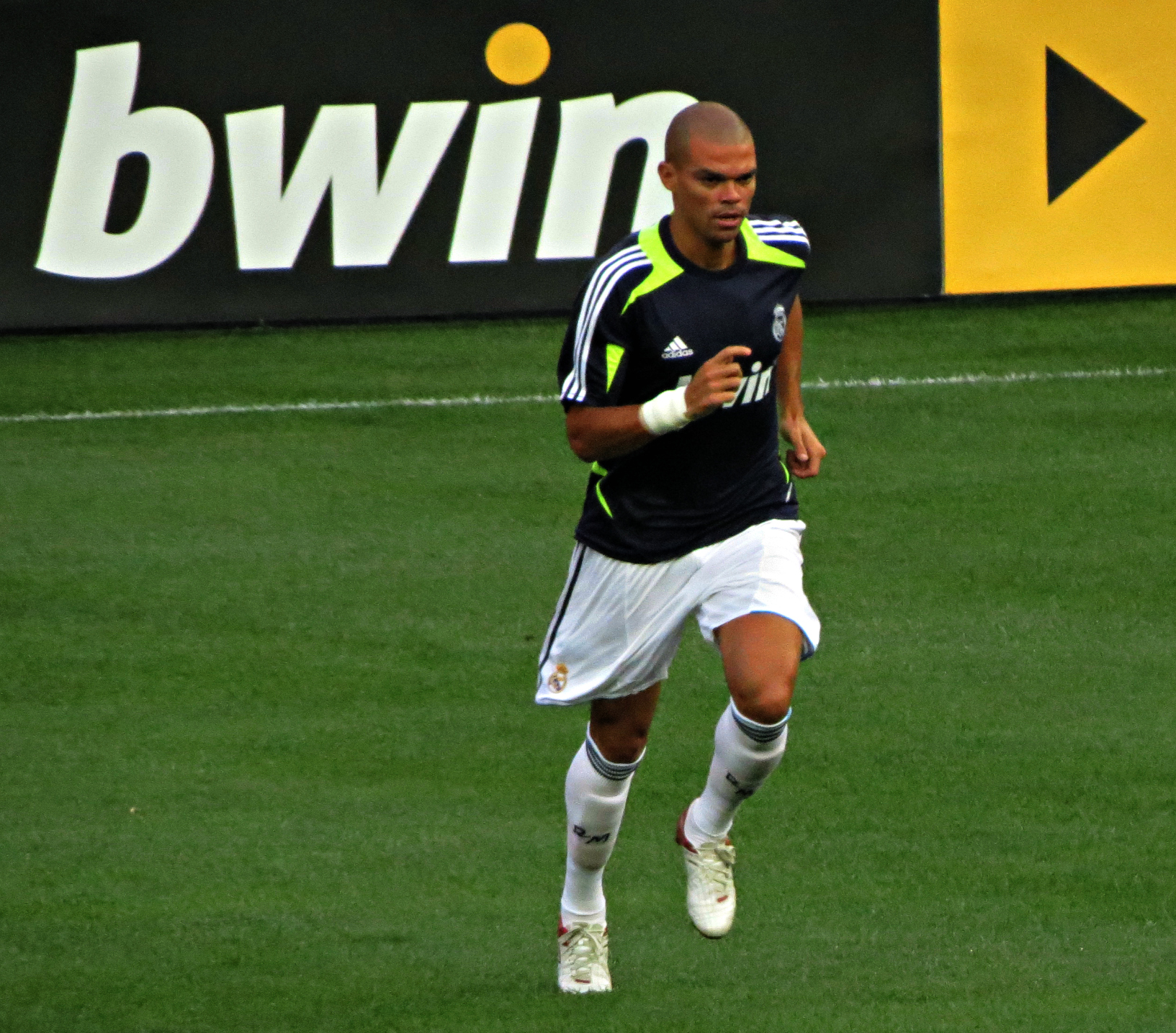
Pepe em treino do Real Madrid.

No dia 10 de julho de 2007, foi contratado pelo Real Madrid por cinco temporadas.
De acordo com o próprio defensor, o Real Madrid "era um cemitério de zagueiros" quando ele chegou na Espanha. Os centrais anteriores ainda não tinha conseguido se firmar de maneira positiva no Santiago Bernabéu, mas, assim que Pepe pôde performar frequentemente no clube Merengue, as coisas mudaram. Ele e Sergio Ramos, que era um lateral direito até Vanderlei Luxemburgo firmá-lo no meio da defesa, formaram uma das duplas mais memoráveis da história do time da capital espanhola.
A estreia do zagueiro aconteceu no dia 11 de agosto de 2007, na Supercopa da Espanha daquele ano. Nos dois jogos, o time de Madrid perdeu para o Sevilla, tendo, no jogo final, Pepe recebido seu primeiro cartão vermelho em solo espanhol. Futuramente, Képler iria receber mais cinco somente enquanto defendia o Real Madrid.
Pepe teve a oportunidade de disputar a Supercopa da Espanha novamente em 2008, 2011, 2012 e 2014. Vencendo em 2008, ao derrotarem o Valencia pelo placar agregado de 6 a 5, e em 2012, no El Clássico.
Na competição, Pepe não marcou gols, mas pôde dar três assistências para seus companheiros estufarem as redes de Víctor Valdés nos jogos marcantes contra o Barcelona.

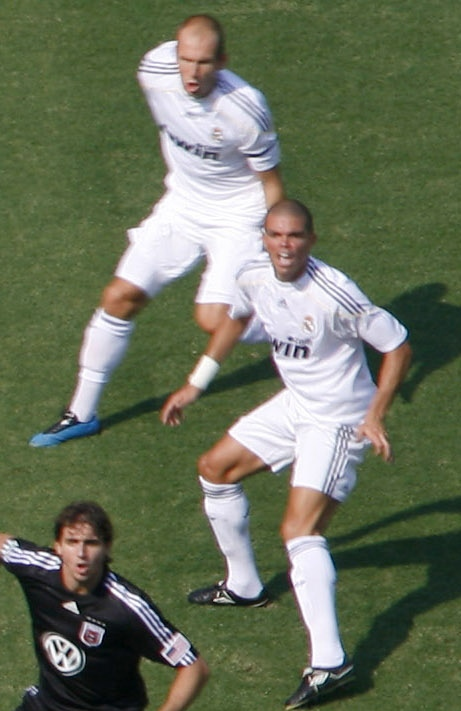
Arjen Robben e Pepe em 2009.

Seu primeiro troféu oficial com a equipe aconteceu na La Liga de 2007–08, justamente em seu debut como defensor na equipe. Nessa edição, Képler ficou algumas partidas sem entrar em campo no início da época, tendo feito apenas 19 jogos ao todo, mas se firmou na metade do Campeonato e ajudou o seu time a conquistar o troféu.
Pela La Liga, foi um atleta de destaque, apesar de nem todos serem positivos. Pepe ficou marcado como um dos melhores zagueiros de sua geração, tendo sido muito efetivo em suas dez edições jogadas pelo Campeonato Espanhol. Porém, apesar de todo seu prestígio como defensor, era acometido muitas vezes por lesão, que o impediam de fazer mais jogos, e incentivaram o Real Madrid buscar opções viáveis para o centro de defesa. Fabio Cannavaro, Nacho, Ezequiel Garay, Raúl Albiol e Raphaël Varane foram algumas das opções frequentemente usadas por diversos treinadores nas ausências de Képler no time branco.
Pepe também se ausentou do time espanhol por suspensões. O atleta, por conta de seu estilo de jogo baseado no corpo, recebia cartões amarelos e vermelhos em variadas partidas, mas sua suspensão mais forte aconteceu em 2009, quando derrubou um jogador do Getafe na 32ª rodada da La Liga. O adversário estava no chão, e Képler o chutou, e o juiz da partida deu-lhe o cartão carmesim; o português socou outro jogador do time que ele enfrentava na sequência e ofendeu o árbitro da partida no mesmo instante. Todos esses acontecimentos acarretaram em uma suspensão por dez jogos: uma pele falta que causou o pênalti, quatro pela agressão a Casquero quando estava no chão, quatro pela agressão a Albín e uma pelos insultos contra a arbitragem.
| “                                                | Peço perdão a todos os torcedores de futebol, as pessoas sabem que este não é o meu estilo. Peço desculpas a Casquero, à família dele e à nossa torcida. Haviam feito pênalti em Higuaín na jogada anterior e eu me desesperei pelo árbitro ter marcado, logo depois, um pênalti contra nós. Perdi a cabeça, nunca tinha acontecido algo assim na minha vida. Não tem explicação. Agora não sei o que vai acontecer. | ” |
| — O pedido de desculpas de Pepe após o ocorrido. | |   |

Pouco após o seu retorno aos gramados do Campeonato Espanhol, Pepe marcou seu primeiro tento com a camisa do Real naquela competição. Em uma partida diante o Sevilla, Guti cobrou um escanteio e coube ao zagueiro cabecear para dentro das redes de Andrés Palop. O jogo, porém, terminou com a vitória do time adversário, pois eles marcaram dois gols na partida.

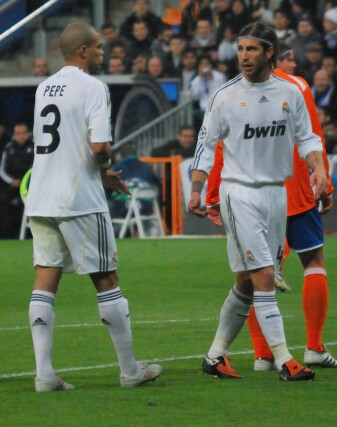
Pepe e Sergio Ramos, a dupla de zagueiros do Real Madrid, em 2009.

Seu momento, no entanto, foi novamente interrompido. Esta era sua segunda partida desde a volta da suspensão, e Képler demorou apenas mais nove partidas até sofrer uma forte lesão na rotura do ligamento cruzado anterior do joelho direito. Isso fizera com que ele perdesse toda temporada, retornando só na segunda rodada da próxima edição da La Liga.
No segundo jogo após retorno, bem como no passado, marcou novamente um gol. Cristiano Ronaldo cobrou uma falta e o zagueiro, novamente de cabeça, estufou as redes de Claudio Bravo, quando ele defendia a Real Sociedad. A partida terminou 2 a 1 para os Merengues, mas a temporada daquela Liga terminou, novamente, sem troféu para ele. Mesmo não obtendo mais um título de Campeonato, o contrato de Pepe foi renovado em 2011.
Na La Liga de 2011–12, Pepe fizera seu maior número de jogos até aquele momento. Com 29 partidas, ele foi um consistente zagueiro que ajudou no título do Campeonato que viera no fim da época. A equipe, comandada por José Mourinho, fez história ao alcançar os 100 pontos, além de ter marcado 121 tentos. Pepe foi responsável por balançar as redes uma vez em um 7 a 1 diante o Osasuna em 6 de novembro de 2011. Este foi o terceiro gol do jogo, e segundo do Real Madrid.
Apesar de ainda ser um defensor frequente no plantel Merengue, Pepe só viria a levantar seu terceiro, e último, troféu de Campeonato Espanhol em 2017.  O time de Zinédine Zidane chegou aos 93 pontos, superando em três a equipe Culé comandada por Luis Enrique, e garantiu a última conquista espanhola de Képler. Nesse momento, o português já estava lesionado há algum tempo e não jogou as últimas oito partidas. Seu contrato, que havia sido estendido em 2015 até o fim da época, estava acabando e ele tivera de deixar a equipe que outrora foi capitão em determinadas oportunidades.

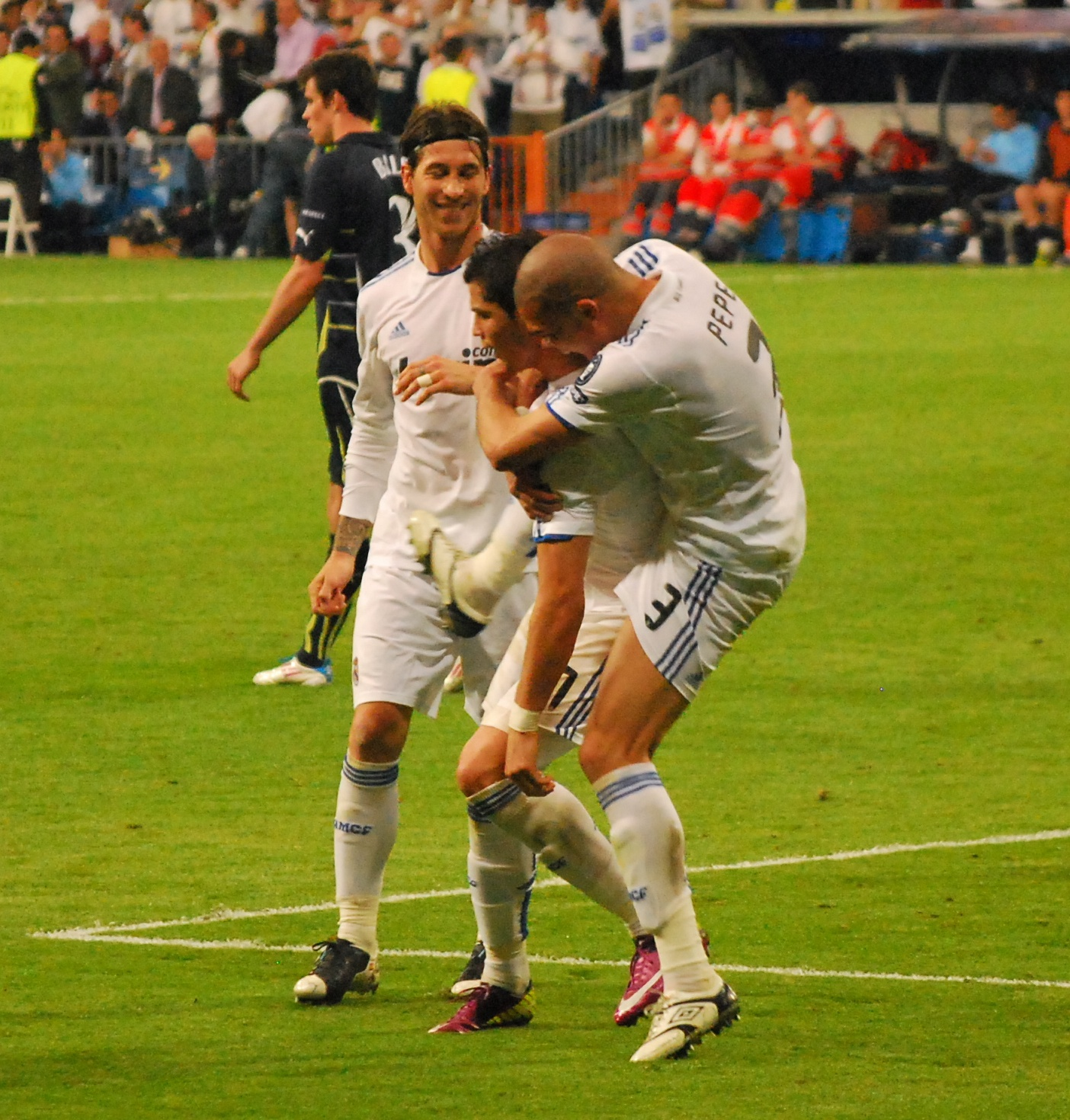
Sergio Ramos, Pepe e Cristiano Ronaldo comemorando um gol.

Pepe foi um defensor pouco constante nas partidas de Copa del Rey. Na maior parte das temporadas, o zagueiro foi utilizado uma ou duas vezes, tendo superado esse número em três oportunidades. A primeira, durante a temporada 2010–11, fez quatro jogos e chegou até a final da competição. No trajeto até a decisão contra o Barcelona, Képler só deixou de receber um cartão amarelo no jogo de abertura. Disputando a final, o time de Lionel Messi não conseguiu conquistar a vitória e o argentino viu o seu "grande rival" fazer o único gol do jogo com uma cabeçada na prorrogação.
Na época seguinte, onde fez cinco jogos, viu o Barcelona eliminá-los nas quartas de final. Uma edição depois, quando Képler fizera somente dois jogos, o time conseguiu chegar até a decisão, mas o Atlético de Madrid conseguiu superar o seu rival fazendo 2 a 1 na prorrogação.
A última vez que os Merengues chegaram em uma final foi justamente quando Pepe fizera seu maior número de jogos na competição: sete. O time não perdeu nenhuma partida e eliminou o seu "algoz" na Copa do Rei de 2012–13. Contra o time de Diego Simeone, na semifinal, o defensor marcou o primeiro gol do jogo de ida. O time venceu o Atleti por um placar agregado de 5 a 0 e se direcionou até a decisão para buscar mais um troféu contra o Barça.
Em campo, Pepe e Neymar discutiram e ambos levaram um cartão amarelo cada pouco tempo após Ángel Di María abrir o placar para o time de branco. A partir daí, Marc Bartra empatou o jogo e coube a Gareth Bale, aos 85 minutos, correr 59 metros em menos de oito segundos para garantir o tricampeonato de Copa do Rei para Képler.

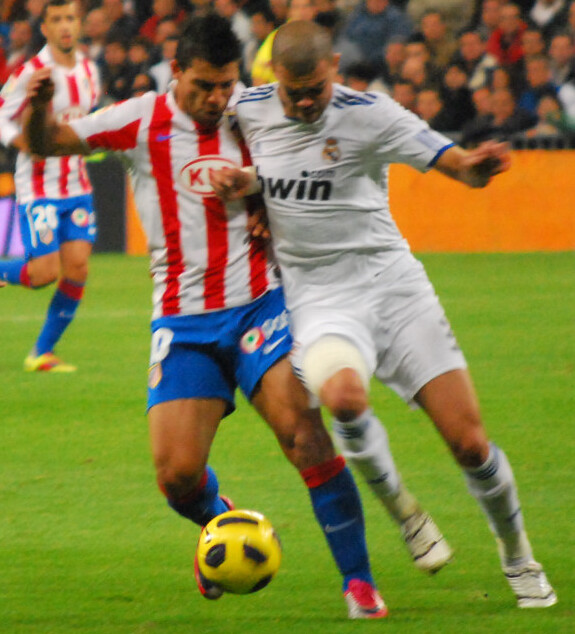
Pepe e Sergio Agüero pelo Dérbi de Madrid em 2010.

Em paralelo a seus grandes momentos em solo espanhol, Pepe não conseguia ir muito longe em suas primeiras três edições de Liga dos Campeões. Em três épocas, fizera apenas 14 jogos, pois foi preterido por outros jogadores, além de ter algumas lesões entre os jogos, e jamais havia passado das oitavas de final. Na primeira edição, chegou até mesmo a ser expulso quando enfrentou a Roma nessa mesma fase.

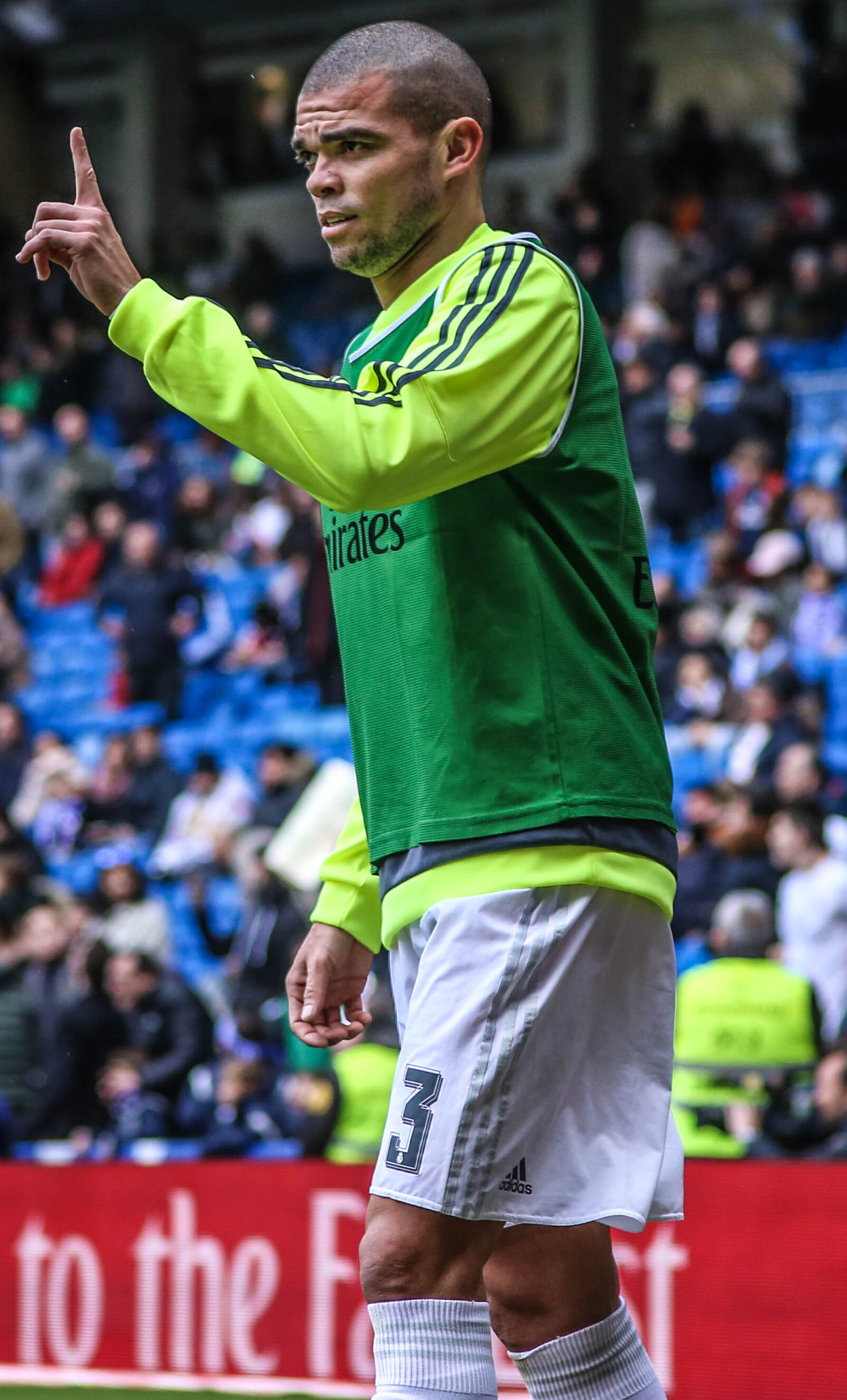
Pepe em 2016.

Mas após a consolidação de Cristiano Ronaldo como atacante Merengue, Pepe pôde contemplar o clube chegar, ao menos, na semifinal pelas próximas sete temporadas. Na Liga dos Campeões da UEFA de 2010–11, após terem sido eliminados pelo Lyon nas oitavas (onde o zagueiro não jogou devido a uma lesão), o time espanhol conseguiu expurgar a desconfiança e passaram justamente do mesmo time na mesa fase. Daí, seguiram a competição até encontrarem o Barcelona nas semifinais. Pelo jogo de ida, após retornar de suspensão por cartão amarelo, Képler cometeu uma falta em Daniel Alves e levou um cartão vermelho direto. Depois disso, Lionel Messi marcou os únicos dois gols da partida e o clube catalão chegou a final após um empate em 1 a 1 no jogo de volta.
Pepe só chegou a uma final de Liga dos Campeões após ser eliminado, duas vezes, nas semifinais seguintes por times alemães (que o Real eliminou já na edição seguinte entre as quartas e semifinais). Na Liga dos Campeões da UEFA de 2013–14, Pepe participou de quase todos os jogos; mas não entrou em campo na decisão contra o Atlético de Madrid por opção de Carlo Ancelotti. O jogo começou com um gol de Juanfran para o time de Simeone, mas o parceiro central de Képler, Sergio Ramos, marcou um milagroso gol de cabeça nos acréscimos do segundo tempo. Com o empate, os Merengues se recuperaram na prorrogação e Marcelo, Gareth Bale e Cristiano Ronaldo ajudaram na goleada que culminou em um placar de 4 a 1.
Na Liga dos Campeões da UEFA de 2015–16, após uma eliminação para Juventus nas semifinais (onde Pepe não entrou em campo no jogo de volta), o zagueiro pôde enfrentar o Atlético de Madrid de Diego Simeone na final. Sergio Ramos marcou o primeiro gol do jogo, Antoine Griezmann chutou uma cobrança de pênalti para fora, mas Yannick Carrasco empatou o jogo aos 79 minutos. O jogo, então, foi para uma disputa por pênaltis e Juanfran, que havia marcado um gol contra o Real a final passada, não acertou sua cobrança e Cristiano Ronaldo selou o título Merengue em pleno Giuseppe Meazza.
Pela edição seguinte, Pepe disputou apenas três partidas e se lesionou na reta final da época. Sua lesão o tirou dos últimos jogos do Real na Liga dos Campeões, e ele viu seu clube conquistar o troféu fora dos gramados. O adversário em questão foi a Juventus.
Por conta de seus títulos, Pepe esteve apto a jogar a Supercopa da UEFA de 2014 e de 2016. No entanto, só entrou em campo na primeira vez, onde jogou por 90 minutos e viu o Real Madrid vencer o Sevilla por 2 a 0. Em 2016, sequer foi inscrito por não estar em plenas condições físicas. Apesar disso, os Merengues venceram o Sevilla novamente.
Os títulos Continentais da Europa também deram ao zagueiro a oportunidade de jogar o Mundial de Clubes duas vezes. Em 2014, jogou os dois jogos e comemorou o troféu após derrotarem o San Lorenzo por 2 a 0. Em 2016, o defensor não entrou em campo, mas os Merengues conquistaram novamente o troféu após vencerem o Kashima Antlers por 4 a 2 na prorrogação.

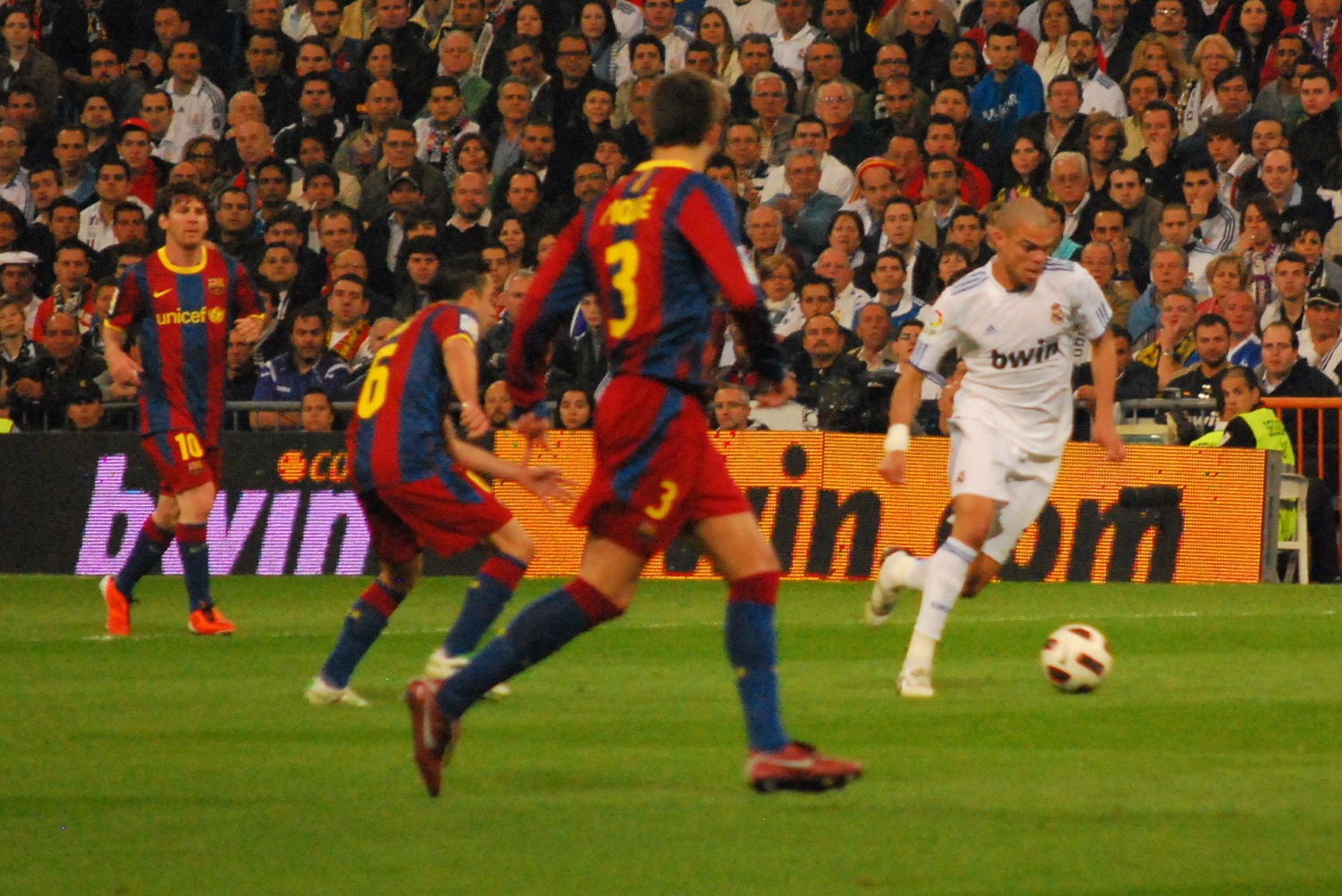
Pepe jogando o El Clássico.

Em 2017, após dez temporadas com o clube, Pepe vivia um impasse em relação a renovação de seu contrato. Desse modo, ao fim da época 2016–17, onde veio o título da Liga dos Campeões, o luso-brasileiro tratou de se despedir do clube espanhol. Képler marcou seu nome na história do Real Madrid, o defensor chegou a marca de 15 gols em 334 partidas, consolidando-se como ídolo Merengue e um dos melhores zagueiros da década.
Apesar de ser um dos grandes nomes, a diretoria e Pepe entraram em uma divergência. O jogador queria ter um tempo maior de contrato, mas os diretores não concordaram. Assim, Képler decidiu, ainda em janeiro de 2017, que não iria renovar com o time espanhol. Além de sua relação conturbada nesse momento com os diretores, o defensor também não concordava com a perda de espaço ocorrida desde a chegada de Zidane como comandante Merengue. Tais fatores incentivaram o jogador a sair do time em definitivo.

### Beşiktaş

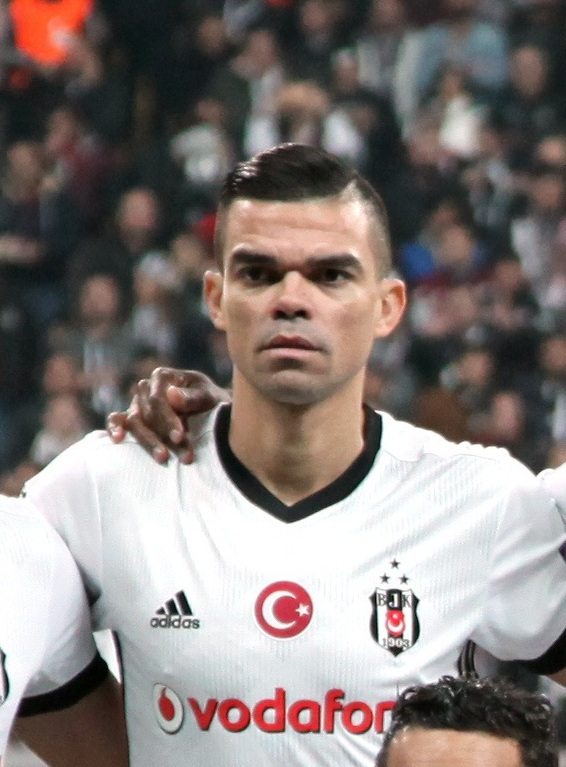
Pepe pelo Beşiktaş.

Após dez anos no time merengue, foi anunciado como reforço do Beşiktaş no dia 4 de julho de 2017.
No clube, mesmo sem muito tempo, conseguiu alguns momentos bons. Ele estreou na Supercopa da Turquia de 2017, mas perdeu o jogo para o Konyaspor por 2 a 1. Depois, conseguiu passar em primeiro colocado na Fase de Grupos da Liga dos Campeões da UEFA de 2017–18, disputando essa vaga contra o Monaco, Porto e o RB Leipzig. Todavia, deixou a competição após o Bayern de Munique superar o time em ambos os jogos. Mas Pepe não esteve em campo no jogo de volta devido a uma fratura no dedo do pé.
A passagem de Pepe no time turco foi curta. A equipe enfrentava muitos problemas financeiros, e o zagueiro, para evitar que mais despesas fossem gastas com ele, tratou de rescindir seu contrato uma temporada e meia após o seu anuncio.
Na Turquia, ele não chegou a conquistar nenhum título, mas ajudou funcionários do time pagando-lhes seus salários. Uma crise grande assolava a equipe e Képler, antes de sair, ainda deixou um envelope com uma generosa quantidade de dinheiro à equipe de manutenção, clube e cozinha do time.

### Retorno ao Porto

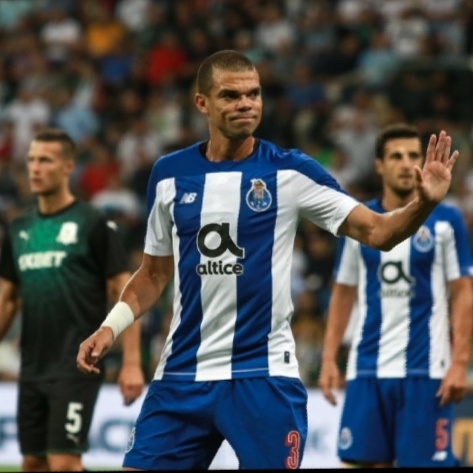
Pepe pelo Porto em 2019.

Teve o seu retorno ao Porto confirmado no dia 8 de janeiro de 2019.
Em seu retorno, Pepe consolidou-se como o capitão da equipe a partir da época 2020–21. Em Portugal, o jogador quebrou recordes e conquistou Taças. Em fevereiro de 2024, aos 41 anos, tornou-se o jogador mais velho a disputar uma partida de Liga dos Campeões.
Desde 2019, Pepe venceu mais nove troféus com a camisa dos Dragões, incluindo um bicampeonato da Primeira Liga.
A idade avançada de Pepe fazia com que o presidente do Porto não se interessasse por mantê-lo. Ele tinha um planejamento de "rejuvenescer" a equipe, e precisou sacar seu atleta mais velho do time para tal. Desse modo, mesmo sendo um líder, deixou o time ao fim da época 2023–24.

## Acusações de violência
No dia 21 de abril de 2009, Pepe perdeu o controle numa partida contra o Getafe. Após ter dado uma entrada dura em Javier Casquero, reclamou que o jogador tinha caído intencionalmente e começou a agredi-lo varias vezes enquanto estava deitado no chão, antes de bater no rosto de outro jogador do Getafe, Juan Ángel Albín. O zagueiro ainda xingou o árbitro quando recebeu um cartão vermelho e acabou levando 10 partidas de suspensão, punição que muitos observadores consideraram pouco severa.
Uma reincidência aconteceu no jogo entre Real Madrid e o Barcelona, em janeiro de 2012, nas quartas de final da Copa do Rei. Pepe pisou na mão do argentino Lionel Messi, mas desculpou-se após a partida.

## Aposentadoria
Em 8 de agosto de 2024, Pepe anunciou aposentadoria do futebol. Aos 41 anos, disputou 141 partidas, fez oito gols e conquistou dois títulos pelo seu país: a Euro, em 2016, e a Nations League, em 2018/19, pela seleção portuguesa. Conquistou 31 títulos ao longo da carreira, entre os quais três Ligas dos Campeões, dois Mundiais de Clubes e uma Supercopa da Europa.

## Seleção Portuguesa

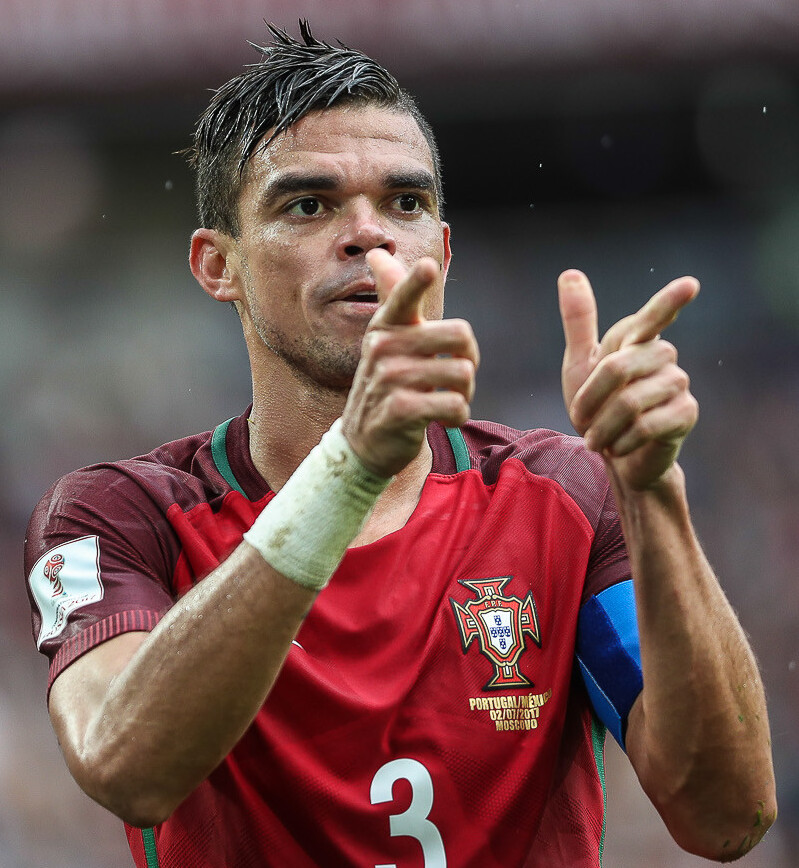
Pepe como capitão da Seleção Portuguesa em 2017.

Após obter a cidadania portuguesa, atuou pela Seleção Portuguesa pela primeira vez no dia 21 de novembro de 2007, em partida contra a Finlândia válida pela Qualificação para o Campeonato Europeu de 2008.
Desde então, integrou as delegações portuguesas nas Copas do Mundo de 2010, 2014, 2018 e 2022 assim como nos Campeonatos Europeus de 2008, 2012, 2016, 2020 e 2024. No Campeonato Europeu de 2016, sagrou-se campeão e foi escolhido pela UEFA como melhor jogador em campo da final.
Como consequência desta conquista e juntamente com os restantes jogadores que integraram a equipa campeã da Europa, no dia 10 de julho de 2016, foi nomeado Comendador da Ordem do Mérito.
No Euro 2024, Pepe bate o recorde de jogador mais velho de sempre no Europeu e o segundo jogador com mais jogos no mesmo torneio. Pepe, na época com 41 anos, ultrapassou a marca da história de Gábor Király, o guarda-redes húngaro que tinha 40 anos e jogou no Euro 2016.
Nessa competição, Pepe foi eliminado nas quartas de final para França, após uma disputa por pênaltis.

## Títulos
Porto
- Taça Intercontinental: 2004
- Campeonato Português: 2005–06, 2006–07, 2019–20 e 2021–22
- Supertaça Cândido de Oliveira: 2004, 2006, 2020 e 2022
- Taça de Portugal: 2005–06, 2019–20, 2021–22 e 2022–23
- Taça da Liga: 2022–23

Real Madrid
- Troféu Santiago Bernabéu: 2007, 2008, 2009, 2010, 2011, 2013 e 2015
- Campeonato Espanhol: 2007–08, 2011–12, 2016–17
- Supercopa da Espanha: 2008 e 2012
- Copa do Rei: 2010–11 e 2013–14
- Troféu Teresa Herrera: 2013
- Liga dos Campeões da UEFA: 2013–14, 2015–16 e 2016–17
- Supercopa da UEFA: 2014 e 2016
- Mundial de Clubes da FIFA: 2014, 2016

Seleção Portuguesa
- Eurocopa: 2016
- Liga das Nações da UEFA: 2018–19

### Prêmios Individuais
- Homem do Jogo da final do Campeonato Europeu: 2016[73]
- Seleção da Euro: 2008, 2012, 2016
- 96º melhor jogador do ano de 2012 (The Guardian)[77]
- 30º melhor jogador do ano de 2016 (The Guardian)[78]
- 8º melhor jogador do ano de 2016 (Marca)[79]